# Championnats d'Afrique de roller de vitesse
Les Championnats d'Afrique de roller de vitesse sont une compétition continentale de roller de vitesse sous l'égide de World Skate Africa.

## Histoire
Les trois premières éditions des Championnats d'Afrique de roller de vitesse ont lieu au Togo en 2017, en Égypte en 2018, et en République démocratique du Congo en 2019.
La 4e édition des Championnats d'Afrique de roller de vitesse a lieu du 4 au 8 août 2021 à Cotonou. Le Bénin termine premier au classement des médailles, suivi par l'Égypte et le Nigeria.
La 5e édition des Championnats d'Afrique de roller de vitesse se déroule en décembre 2022 au Caire, dans le cadre des 2e Africa Skate Games.

La 6e édition des Championnats d'Afrique de roller de vitesse se déroule en août 2023 à Lagos.